# Не хочу бути дорослим
«Не хочу бути дорослим» (рос. «Не хочу быть взрослым») — радянський художній фільм 1982 року, знятий на кіностудії «Мосфільм».

## Сюжет
З Петропавловська-Камчатського в Підмосков'я прилітають погостювати до бабусі в село сім'я: тато, мама і шестирічний Павлик. Бабуся і інші жителі села шоковані вихованням хлопчика: він неймовірно ерудований, завдяки старанням тата, і дуже фізично розвинений, завдяки старанням мами. Дізнавшись про суворий розклад Павлика, жаліслива бабуся тут же відпускає його гуляти. Хлопчик, вирішивши відпочити від батьків, сідає в автобус і приїздить до Москви. Там на вулиці він знайомиться зі Світланою — дівчиною, яка стає його «опікункою», поки не знайдуться батьки, і прив'язується до неї. Павлик втікає з дитячої кімнати міліції, куди вона його відвела, відвідує телецентр «Останкіно», тому що почув, що Світлана збирається туди на зйомки, і там випадково стає головним героєм дитячої телепередачі. Передача йде в прямому ефірі, її бачать батьки Павлика, які розуміючи, де його шукати, кидаються в столицю. Діставшись до телецентру, батьки дізнаються, що хлопчика забрала Світлана. Але самій Світлані терміново треба на тренування в басейн, тому вона на пару годин довіряє Павлика своїй подрузі, Марині, але хитрий хлопчик тікає від неї через вікно. Підслухавши розмову міліціонерів, він пробирається в їх службову машину і приїжджає разом з ними в басейн, до Світлани. Там він приймає запрошення відвідати ввечері її день народження. Світлана говорить міліції, що Павлик у неї, правоохоронці розшукують батьків хлопчика, що бігають по місту, щоб заспокоїти їх, і всі вони зустрічаються на дні народженні Світлани. Там при великій кількості гостей Павлик заявляє, що хоче бути звичайним хлопчиком, який не є ерудитом і не є спортсменом, що «не хоче бути дорослим».

## У ролях
- Кирило Головко-Серський —  Павлик Орлов
- Наталія Варлей —  Катерина Орлова, мати Павлика, зубний лікар-хірург
- Євген Стеблов —  Дмитро Костянтинович Орлов, батько Павлика
- Олена Валюшкина —  Світлана, дівчина, яка піклується про Павлика
- Павло Винник —  Василь Сергійович, майор, начальник дитячої кімнати міліції
- Володимир Зайцев —  Андрій Нікітін, молодший лейтенант, співробітник дитячої кімнати міліції
- Олександра Данилова —  тітка Валя, сільська сусідка з хворим зубом
- Володимир Дудін —  Юрій Юрійович, водій «Жигулів»
- Людмила Чулюкіна —  Галя, дружина Юрія Юрійовича
- Яніна Лісовська —  Марина, подруга Світлани
- Євгенія Мельникова —  Варвара Петрівна, бабуся Павлика
- Ігор Ясулович —  режисер
- Ніна Агапова —  асистент режисера
- Михайло Бочаров —  дядько Михайло, водій автобуса
- Зоя Василькова —  перехожа з собачкою
- Валентина Ушакова —  бабуся з квартири, де нібито живе Павлик
- Віктор Філіппов —  перехожий «з надмірною вагою»
- Денис Алексєєв —  Артемка
- Сергій Балабанов —  студент будівельного загону, у якого бере інтерв'ю Масляков
- Євген Євстигнєєв —  актор
- Юрій Нікулін —  клоун на телевиставі
- Анатолій Калмиков —  клоун, партнер Нікуліна
- Олександр Масляков —  ведучий на телебаченні
- Елла Некрасова — епізод

## Знімальна група
- Режисер — Юрій Чулюкін
- Сценаристи — Георгій Кушніренко, Юрій Чулюкін
- Оператори — Валерій Владимиров, Валентин Макаров
- Композитори — Геннадій Гладков, Ігор Кантюков
- Художник — Петро Кисельов